# Planiniza (Oblast Pernik)
Planiniza (bulgarisch: Планиница) ist ein Dorf in West-Bulgarien. Das Dorf wird, gemeinsam mit dem Dorf Leskowez von Andrej Sojtschev vertreten. Die Ortschaft ist außerdem vom Verlassen bedroht, da seine Bevölkerung nur 11 Personen ausmacht. Dies liegt auch an der schlechten Infrastruktur des Dorfes. Zu Planiniza führt nur eine Straße, die von der Nationalstraße 6032 abzweigt.

## Geografie
Planinitsa liegt in einer Bergregion, 45 km südwestlich von Sofia und 12 km westlich von Pernik. Politisch gesehen liegt der Ort in der Gemeinde Pernik in der Oblast Pernik.

## Name
Der Name kommt von Planina, was auf Bulgarisch Berg bedeutet.